# Палець (фільм, 2011)
«Палець» (ісп. El dedo) — аргентинська чорна кінокомедія 2011 року режисера Серхіо Теубаля, який був нагороджений за найкращий дебют на Міжнародному кінофестивалі у Гвадалахарі (Festival Internacional de Cine de Guadalajara). 

## Сюжет
У 1983 році в спокійному аргентинському селі Серро Колорадо, на півночі провінції Кордова, сталася важлива подія, народився 501-ий житель. Це надало селу право стати комуною і демократично обрати собі голову, тепер уже міста, — мера. На цю посаду є два претенденти: місцевий «діяч» — дон Ідальго, дід якого колись багато зробив для села, та місцевий «Дон Жуан» - Бальдомеро, який із братом Флоренсіо має у селі невеличку крамничку.
Хоч фільм і є комедією, але комедією чорною. Тому в селі, куди автобус приїжджає тільки раз на тиждень й не завжди зупиняється, сталося жахливе вбивство. На березі річки знаходять тіло Бальдомеро, який помер від удару ножем.
Щоб зберегти пам’ять про брата, Флоренсіо відрубав його вказівний палець, і законсервував його у прозорій посудині, яку поклав на вітрину на ляді у крамниці. Він пообіцяв відомстити за смерть Бальдомеро і викликати убивцю на дуель.
У селі знову тільки 500 жителів, тому, щоб не скасовувати вибори мера, факт смерті вирішили «вище» не повідомляти до закінчення виборів. Тепер у виборах беруть участь двоє: дон Ідальго та палець Бальдомеро…

## Ролі виконують
- Фабіан Вена[es] — Флоренсіо
- Габріель Гойти — дон Ідальго
- Мартин Зіфель — Бальдомеро
- Мар’яна Бріскі[es] — Франка
- Мара Сантучо — Росаріо
- Ролі Серано — дон Торес

## Нагороди
- 2011 Нагорода Всесвітнього Монреальського кінофестивалю:
  - Приз Глаубера Роша за найкращий фільм з Латинської Америки (Glauber Rocha Award for the Best Film from Latin America) — Серхіо Теубаль